# Johann Nepomuk Král
Johann (Jan) Nepomuk Král (Mainz, 14 september 1839 – Tulln an der Donau, 1 januari 1896) was een Oostenrijks componist en militaire kapelmeester van Boheemse afkomst. Hij werd geboren in een muzikaal gezin, zijn vader Joseph Král was hoboïst in de militaire muziekkapel van het Infanterie Regiment nr. 35 en later dirigent van het stedelijke orkest in Mainz, maar ook zijn grootvader Martin Král was muzikant in Kralovice. 

## Levensloop
Král kreeg zijn eerste muziekles van zijn vader. In 1859 werd hij (civiele) kapelmeester in Amsterdam. In 1862 werd hij militaire kapelmeester hij het Oud-Oostenrijkse Infanterie Regiment nr. 13 in Boedapest, dat in 1870 naar Wenen werd verzet. Hij vond spoedig de gunst van aristocratische kringen, ministers en ambassadeurs. Om in de hoofdstad van de monarchie te kunnen blijven veranderde hij zich meerdere malen tot verschillende militaire muziekkapellen in Wenen. In 1874 werd hij dirigent van de muziekkapel van het 20e Infanterie Regiment, dat in 1880 overgeplaatst werd naar Olomouc. Van 1881 tot 1882 werd hij kapelmeester van het Infanterie Regiment nr. 36 in Praag, later in Mladá Boleslav. Dan vertrok hij in 1882 wederom naar Wenen en werd dirigent bij de muziekkapel van het Infanterie Regiment nr. 17 en nog in hetzelfde jaar veranderde hij zich als kapelmeester naar de muziekkapel van het Infanterie Regiment Nr. 38 en bleef in deze functie tot 1885. Dan richtte hij een eigen "Civil-Elite-Kapelle" in Wenen op en concerteerde daarmee in de Weense "Volksgarten" en in de nu nog bekende "Kursalon". Maar in 1886 werd hij wederom militaire kapelmeester van de muziekkapel van het Infanterie Regiment nr. 24 in Wenen en later in Tulln an der Donau. De laatste vijf jaar van zijn actieve loopbaan als militaire kapelmeester van 1890 tot 1895 was hij bij de muziekkapel van het 23e Infanterie Regiment. In 1895 ging hij met pensioen en woonde voortaan in Tulln an der Donau. 
Als componist schreef hij een aantal marsen, dansen en karakterstukken voor orkest en harmonieorkest. Hij componeerde ook de zangspelen Des Rekruten Abschied und Heimkehr en Gestört. Wereldberoemd werd hij met zijn twee marsen Brucker Lager Marsch en Hoch Habsburg (Habsburg-Marsch).

### Trivia
In Bruck an der Leitha is een straat naar hem vernoemd, de Johann-Nepomuk-Král-Gasse.

## Composities

### Werken voor orkest
- 1878 In Waldingau, dort ist der Himmel blau, Marsch-Polka, op. 61
- 1878 Von Herzen zum Herzen, polka mazurka, op. 62
- 1884 Arlberg, polka française, op. 90
- 1884 Edelweiss, polka mazurka, op. 91
- 1885 Für Kaiser und Reich, mars, op. 92
- 1885 Die Schöne von Valencia, serenade valse, op. 93
- Ein Gruss dem Liebchen, Ständchen
- Leopoldiner Polka

### Werken voor harmonieorkest
- 1874 La Messagère, polka, op. 50
- 1874 Brucker Lager Marsch, op. 51[2] - opgedragen aan het officierskorps van het Infanterie Regiment nr. 13
- 1878 Donaugruß, op. 63
- 1879 Hoch Habsburg (Habsburg-Marsch), op. 86[3][4][5]
- 1882 Gołąbek (Die Brieftaube), polka française
- 1885 Für Kaiser und Reich, mars, op. 92
- 1885 Rudolf Stefanie Marsch, op. 97
- 1886 Burschenfreude, polka, op. 102
- 1886 Im Wirbel, galop, op. 104
- 1886 Reinlander-Regiments Marsch, op. 105
- 1887 Auf Deck!, polka française, op. 106
- Amazonen Marsch
- Burschenfreude
- Emilie
- Freiherr von Bauer-Marsch - Mars van het "Infanterieregiment Freiherr von Bolfras" in Krems
- Für Kaiser und Vaterland
- Kronprinz Rudolf Marsch, op. 59
- Le hamac, polka mazurka
- Phillip Marsch (Philippovich)[6] - Mars van het "Infanterieregiment Heinrich Prinz von Preußen nr. 20" in Krakau
- Pst! Herr Maier, humoristische polka, op. 129
- Radetzky Monument Defilier-Marsch, op. 127
- Sturm auf Trautenau
- Viribus Unitis, op. 110

### Muziektheater

#### Zangspel
- Des Rekruten Abschied und Heimkehr
- Gestört, in 1 acte

#### Operette
- Liebeswürdig

### Vocale muziek

#### Liederen
- 1875 Lager Leben (Ein Lagerlebn das is fast...), voor zangstem en piano - tekst: M. Klinka
- Vater unser (Onze vader), voor sopraan (of tenor) en phisharmonica (of orgel)

### Kamermuziek
- Nocturne, voor viola d'amore en viool, op. 9

### Werken voor piano
- 1878 Schwarz auf Weiss, polka
- 1878 Leopoldinen, polka française
- 1878 Turner Marsch
- 1878 Vom Herzen zum Herzen, polka-mazur
- 1879 Hoch Habsburg!, mars, op. 86
- 1880 Im Waldesschatten, polka-mazur
- 1880 Piquet, polka française
- 1881 Ich und Du, polka française
- 1881 Vergissmeinnicht, polka-mazur
- 1884 Maria Theresia, gavotte, op. 89
- 1885 Frauensinn, polka mazurka, op. 94
- 1885 Studentengruß, polka française, op. 95
- 1885 Drittes Läuten, polka schnell, op. 96
- 1886 Per Post!, polka, op. 98
- 1886 Die Blume von Wartholz, polka-mazur, op. 99
- 1886 Asmodée, galop caractéristique, op. 100
- 1886 Am heimathlichen Herd, wals, op. 101
- 1886 Engagirt, polka mazurka, op. 103
- 1887 Eingesendet, polka-mazur, op. 107
- 1888 Beim Fensterln, polka française, op. 108